# Jonasz (Pawinski)
Jonasz, imię świeckie Iwan Dmitrijewicz Pawinski (ur. 1773 w guberni ołonieckiej, zm. 22 stycznia?/3 lutego 1828) – rosyjski biskup prawosławny.

## Życiorys
Był synem kapłana prawosławnego. Naukę w seminarium duchownym rozpoczął w seminarium duchownym w Pietrozawodsku, kontynuował ją w analogicznej szkole w Archangielsku, a ukończył w seminarium przy Ławrze św. Aleksandra Newskiego, ówcześnie jednej z najlepszych rosyjskich szkół teologicznych. Iwan Pawinski przyjął święcenia diakońskie 23 marca 1793 z rąk metropolity nowogrodzkiego i petersburskiego Gabriela. Jako diakon służył w stołecznym soborze św. Izaaka. W 1797 metropolita Gabriel udzielił mu święceń kapłańskich i skierował do służby w cerkwi przy ambasadzie rosyjskiej w Kopenhadze. Po pięciu latach służby poza granicami kraju duchowny został ponownie skierowany do Petersburga, początkowo do cerkwi św. Zachariasza, a następnie do cerkwi św. Symeona. Od 1806 był również nauczycielem religii prawosławnej w petersburskim kolegium jezuickim.
Służba w Petersburgu pozwoliła duchownemu zbliżyć się do kół dworskich, związanych z carem Aleksandrem I. W 1809, będąc już protojerejem, został spowiednikiem wielkiej księżnej Katarzyny Pawłowny, młodszej siostry panującego. Wyrażał w tym okresie typowe dla dworskiego środowiska poglądy bliskie mistycyzmowi, nie zawsze zgodne z doktryną prawosławną. Być może był wolnomularzem.
24 grudnia 1813 złożył wieczyste śluby mnisze, po czym został podniesiony do godności archimandryty i mianowany przełożonym monasteru Nowe Jeruzalem. Od 1816 zasiadał w konsystorzu eparchii moskiewskiej. 22 lipca 1817 został wyświęcony na biskupa orłowskiego i siewskiego. W 1821 przeszedł na katedrę twerską, zaś od 1823 był stałym członkiem Świątobliwego Synodu Rządzącego. Od tego roku stale mieszkał w Petersburgu i de facto przestał zajmować się sprawami swojej eparchii. W 1826 został przeniesiony na katedrę kazańską, równocześnie jednak stracił miejsce w Synodzie. Przyczyną tego było najprawdopodobniej jego zamiłowanie do mistycyzmu, którego nie aprobował nowy car Mikołaj I.
Już po roku administrowania eparchią biskup Jonasz został oskarżony o dopuszczenie do utraty wiernych - masowe porzucenie prawosławia przez ludność tatarską, która wyraziła chęć formalnego powrotu do islamu (w rzeczywistości nadal praktykowanego mimo formalnego przyjęcia chrztu). Podstawą dla zarzutów pod jego adresem była suplika 6 tys. Tatarów do cara Mikołaja I z prośbą o zgodę na "pozostawanie przy wierze mahometańskiej". Biskupowi Jonaszowi zarzucono również dopuszczanie do przeprowadzania na terytorium eparchii obrzędów pogańskich po tym, gdy we wsi Warangusz-Jawasz grupa 4. tys. Maryjczyków złożyła ofiarę ze zwierząt. Ani car, ani Świątobliwy Synod Rządzący nie zdawali sobie sprawy ze skali problemu pozostawania przy dawnej wierze formalnie ochrzczonych mieszkańców ziemi kazańskiej i całą winą za taki stan rzeczy obarczyli ordynariusza eparchii kazańskiej. Nakazano mu skierować do pracy duszpasterskiej wśród Tatarów duchownych władających ich językiem, jednak gdy biskup poinformował, iż nie ma takich kapłanów, uznano to za dodatkową okoliczność obciążającą.
W 1828 hierarcha zmarł. Został pochowany w soborze Zwiastowania w Kazaniu po uroczystościach pogrzebowych w monasterze Przemienienia Pańskiego.